# Macy's Thanksgiving Day Parade

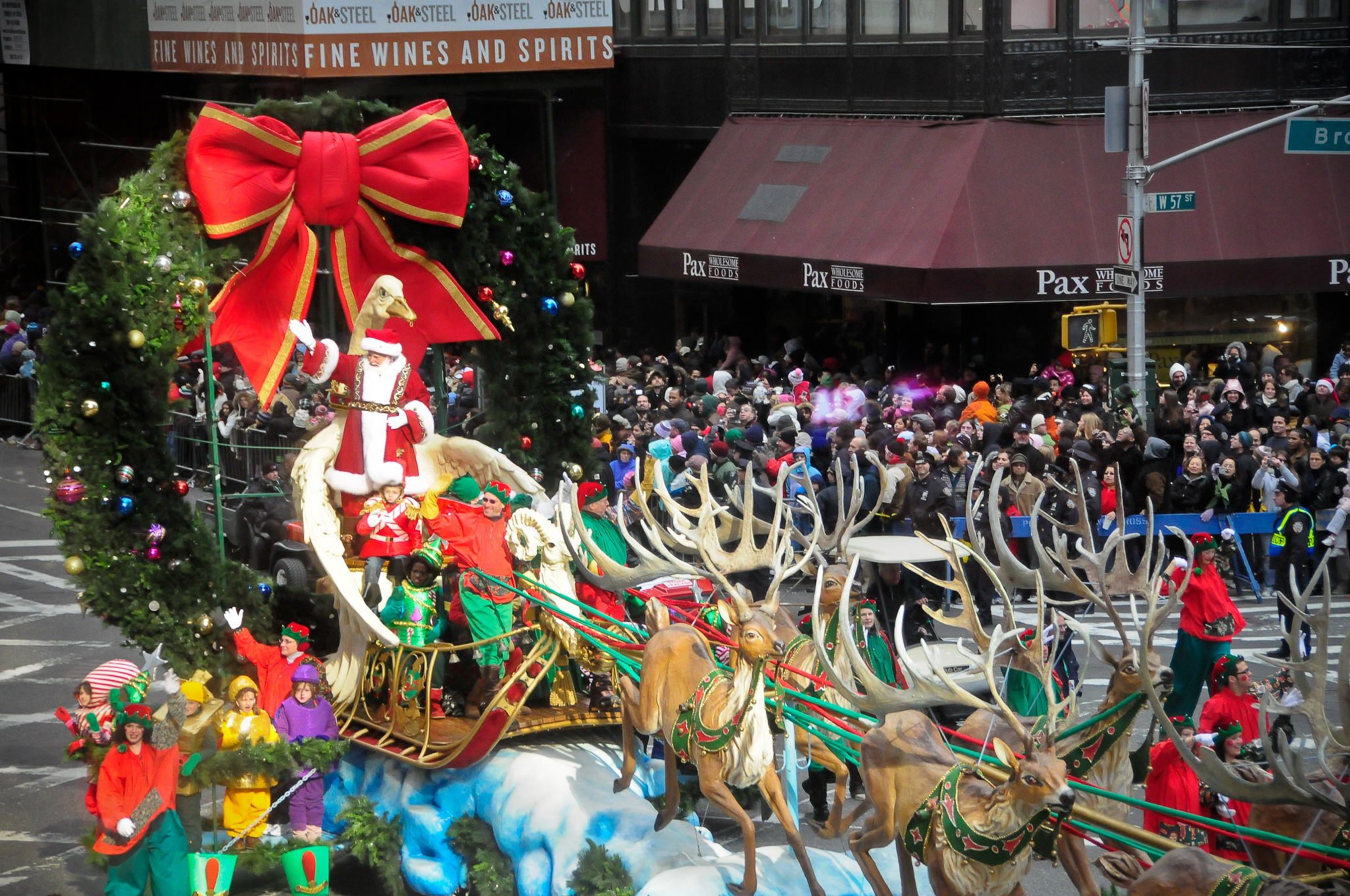
De intocht van Santa Claus is een van de hoogtepunten van de optocht

De Macy's Thanksgiving Day Parade is een jaarlijkse optocht georganiseerd door de Amerikaanse winkelketen Macy's. Het drie uur durende evenement wordt gehouden in New York op Thanksgiving, beginnend om 9 uur in de ochtend. Gedurende elke parade rijden praalwagens met grote ballonnen van bekende personages of mensen door de stad. Op de praalwagens staan vaak artiesten die optreden.
In de jaren 1920 waren de werknemers van de Macy-winkels voornamelijk eerste generatie immigranten. Trots op hun nieuwe nationaliteit, wilden ze Thanksgiving speciaal vieren, op een manier die in Europa bekend is. In 1924 werd de eerste optocht gehouden, opgezet door Louis Bamberger in het nabij New York gelegen Newark.

## Ballonnen

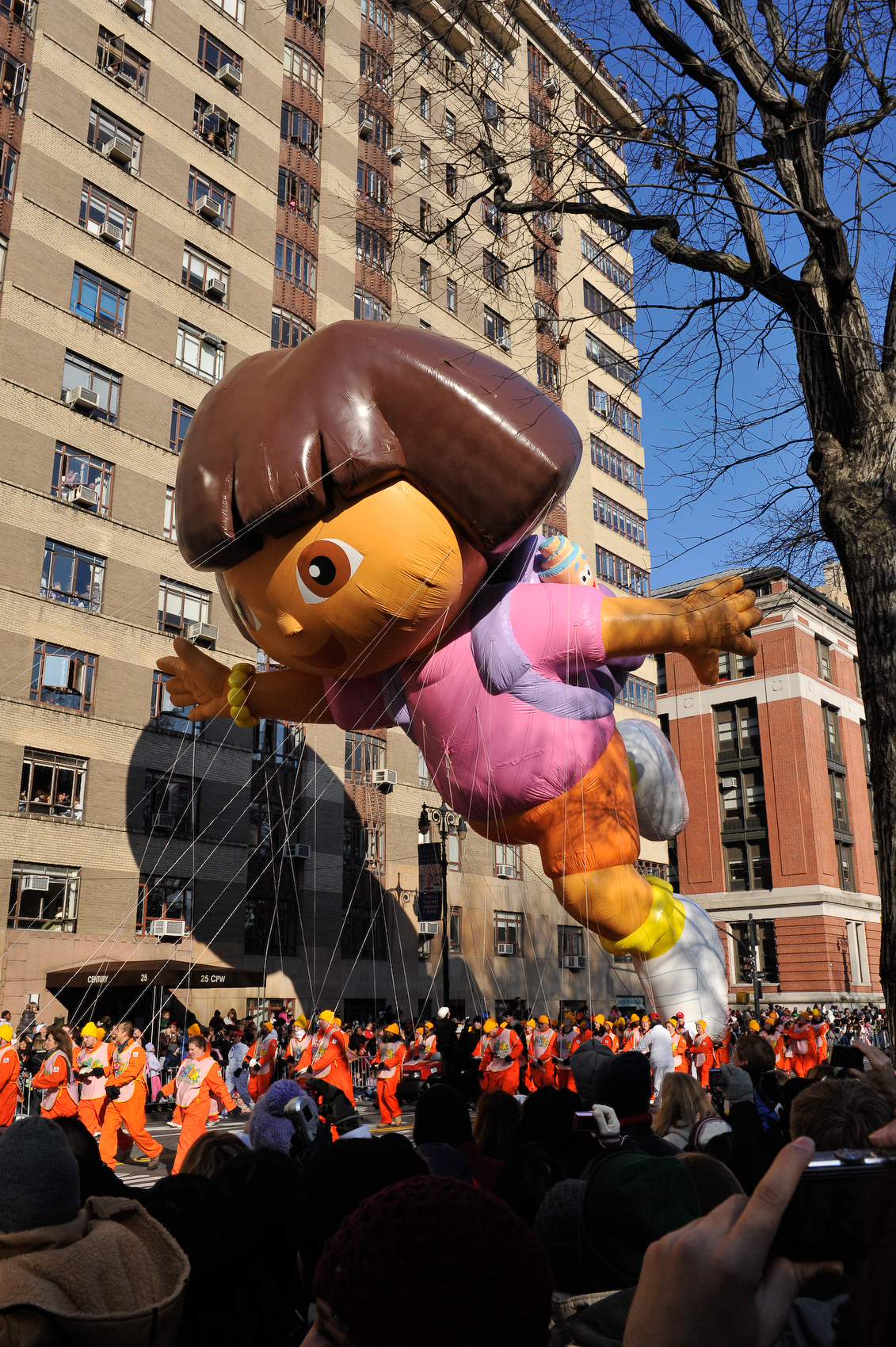
Een van de ballonnen in 2008

### Opblazen
De ballonnen die gedurende de parade te zien zijn, worden op de dag voor de parade opgeblazen. Dit is op een woensdag. Dit wordt gedaan aan beide kanten van het American Museum of Natural History in New York. De opgeblazen ballonnen worden tijdelijk geborgen tussen 77th en 81st Street tussen Central Park West en Columbus Avenue. Het opblaasteam bestaat uit werknemers van Macy's en studenten van het Stevens Institute of Technology, een lokale universiteit in Hoboken. Op deze school worden de ballonnen ook ontworpen en gebouwd.

### Ballonnen
- 2011: Reshiram en Zekrom uit Pokémon Black Version and Pokemon White Version
- 2010: Dagboek van Wimpy Kid, Kung Fu Panda, Kaikai & Kiki, Yes Virginia
- 2009: Pillsbury Doughboy, Mickey Mouse, Ronald McDonald, Spider-Man
- 2008: Horton the Elephant, Buzz Lightyear, Smurf, Keith Haring[1]
- 2007: Shrek, Hello Kitty, Abby Cadabby
- 2006: Pikachu met een Poké Ball, Snoopy
- 2005: Dora the Explorer, Scooby-Doo, Mr. Potato Head, JoJo
- 2004: SpongeBob SquarePants, Disney's Chicken Little, M&M's
- 2003: Barney, Super Grover, Garfield
- 2002: Kermit, Little Bill, Rich Uncle Pennybags, Charlie Brown
- 2001: Mickey Mouse, Ronald McDonald, Jeeves, Dragon Tales, Curious George, Big Bird, Jimmy Neutron, Pikachu, Cheesasaurus Rex
- 1999: Millennium Snoopy, Honey Nut Cheerios Bee, Blue's Clues, Petulia Pig
- 1998: Babe the Pig, Wild Thing, Dexter
- 1997: Arthur, Rugrats, Bumpé
- 1996: Rocky and Bullwinkle, Peter Rabbit
- 1995: Dudley the Dragon, SkyDancer, Eben Bear, Izzy
- 1994: Barney the Dinosaur, The Cat in the Hat.
- 1993: Beethoven, Rex, Sonic the Hedgehog
- 1992: Goofy
- 1991: Babar the Elephant
- 1990: Clifford the Big Red Dog, Bart Simpson
- 1989: Bugs Bunny
- 1988: Nestlé Nesquik Bunny, Big Bird, Pink Panther, Snoopy
- 1987: Spider-Man, Ronald McDonald, Snuggle Bear, Snoopy
- 1986: Baby Shamu, Humpty Dumpty
- 1985: Betty Boop
- 1984: Garfield, Raggedy Ann,
- 1983: Yogi Bear
- 1982: Olive Oyl, Woody Woodpecker
- 1980: Superman
- 1977: Kermit de Kikker
- 1975: Weeble
- 1972: Smile, Mickey Mouse, Astronaut Snoopy
- 1968: Aviator Snoopy
- 1966: Smokey Bear
- 1965: Underdog
- 1964: Linus the Lionhearted
- 1963: Sinclair Oil, Elsie the Cow
- 1960: Happy Dragon
- 1951: Lucky Pup
- 1940: Eddie Cantor[2]
- 1934: Mickey Mouse
- 1927: Felix the Cat

## Artiesten
Naast de ballonnen zijn er ook veel artiesten die optreden gedurende de optocht. Ze staan meestal op een rijdende wagen.
Optredens in 2007 werden verzorgd door: Ashley Tisdale, Bindi Irwin en haar moeder, Terri Irwin, Corbin Bleu, Dolly Parton, Good Charlotte, Jonas Brothers, Lifehouse, Menudo, Ne-Yo, Nikki Blonsky, Sarah Brightman, Jonathan Groff, Lea Michele, Wynonna Judd en Jordin Sparks.
In 2008 werden de optredens verzorgd door Kristin Chenoweth, Charice Pempengco, Miranda Cosgrove, Miley Cyrus, David Archuleta, Idina Menzel en The Clique Girlz Rick Astley deed een onverwacht optreden op de Cartoon Network-wagen met een rickroll.